# Capitán Prat
Capitán Prat is een provincie van Chili in de regio Aysén del General Carlos Ibáñez del Campo. De provincie telde 4.638 inwoners in 2017 en heeft een oppervlakte van 37.044 km². Hoofdstad is Cochrane.

## Gemeenten
Capitán Prat is verdeeld in drie gemeenten:
- Cochrane
- O'Higgins
- Tortel